# We Versus the Shark
We Versus the Shark (с англ. — «Мы против акулы») — американская инди-поп-группа.

## О группе
Группа We Versus the Shark была основана в городе Атенс, Джорджия, США. В её состав вошли четыре человека — гитарист Люк Дуглас Филдс, гитаристка Саманта Эрин Полсен, бас-гитарист и клавишник Джеффри Дэниел Тобиас, барабанщик Скотт Филип Смит — каждый из которых совмещал игру на музыкальных инструментов и вокал, так что у коллектива не было одного фронтмена в общепринятом смысле слова. Стиль группы лежал на пересечении танцевальной музыки, гитарного фанк-рока, арт-рока и лоу-фай музыки.
В 2004 году вышел сплит-альбом, содержащий песни трёх групп из Атенса: We Versus the Shark, Maserati и Cinemechanica. Первый сольный альбом We Versus the Shark Ruin Everything! был выпущен в январе 2005 года на собственном лейбле музыкантов Hello Sir. На сайте Pitchfork провели параллели с творчеством Fugazi, The Dismemberment Plan, Q and Not U и Les Savy Fav, отметив мощную ритм-секцию и «угловатое» звучание гитар. По мнению Брайана Хоуи, Ruin Everything! представлял собой «шквал сверкающих деталей и отрывочных хуков, которые как-то складываются в связные песни».
В 2007 году вышел мини-альбом EP of Bees, который содержал четыре новые песни, а также довесок в виде записи живого концерта и документального фильма, выпущенных на DVD. Второй альбом Dirty Versions, вышедший в 2008 году, продолжал традиции, заложенные в первой пластинке. Альбом содержал песни, записанные группой в студии вживую в течение двух дней. После этого музыканты выпустили ещё одну пластинку Murmurmur, полностью составленную из кавер-версий других исполнителей. 
В 2009 году группа распалась и её участники занялись собственными проектами. Лишь в 2015 году Филдс решил вновь собрать музыкантов вместе и в течение нескольких лет они неторопливо работали над новыми песнями. В сотрудничестве с местным музыкантом Майком Албанезе (Maserati, Cinemechanica) и звукоинженером Джоелем Хэтстатом (Cinemechanica) был записан полноценный лонгплей, получивший название Goodbye Guitar. Альбом, в состав которого вошло десять песен, был выпущен 19 июня 2020 года.

## Участники
- Люк Дуглас Филдс — баритон-гитара, микротоновая гитара, гитара, вокал
- Саманта Эрин Полсен — гитара, клавиши, вокал
- Скотт Филип Смит — барабаны, скрим
- Джефри Дэниел Тобиас — бас-гитара, клавиши, вокал

## Дискография
- Maserati[англ.]/ Cinemechanica / We Versus The Shark — HSR Split (2004)[6]
- Ruin Everything! (2005)[7]
- EP of Bees — EP (2007)[8]
- Dirty Versions (2008)[9]
- Murmurmur (2008)
- Goodbye Guitar (2020)[10]